# Capitoli di Yu-Gi-Oh! GX
Questa è la lista dei capitoli del manga Yu-Gi-Oh! GX, scritto e illustrato da Naoyuki Kageyama. La serie è stata serializzata dal 17 dicembre 2005 al 19 marzo 2011 sulla rivista V Jump edita da Shūeisha. I capitoli sono stati raccolti in nove volumi tankōbon dal 2 novembre 2006 al 3 giugno 2011. Un one-shot è stato pubblicato il 21 giugno 2014 nel numero di agosto di V Jump.

## Lista volumi
| Nº | Titolo italiano (traduzione letterale) Giapponese 「Kanji」 - Rōmaji | Data di prima pubblicazione            | Data di prima pubblicazione |
| Nº | Titolo italiano (traduzione letterale) Giapponese 「Kanji」 - Rōmaji | Giapponese                             |                             |
| 1  | Appare un nuovo eroe!! 「新ＨＥＲＯ登場！！」 - Nyū Hīrō tōjō!! | 2 novembre 2006 ISBN 4-08-874286-9     |                             |
| 1  | Capitoli (traduzioni letterali dei titoli) - 1. Appare un nuovo eroe!! (新ＨＥＲＯ登場！！?, Nyū Hīrō tōjō!!) - 2. Il nome è Manjome!! (その名は万丈目！！?, Sono na wa Manjōme!!) - 3. Il drago leggendario (伝説のドラゴン?, Densetsu no Doragon) - 4. Un duellante prodigio!! (秀才デュエリスト！！?, Shūsai Dyuerisuto!!) - 5. Gravità terrestre (アース・グラビティ?, Āsu Gurabiti) - 6. Miss Duel Academia (ミス・デュエルアカデミア?, Misu Dyueru Akademia) - 7. Un vero duellante!! (真のデュエリスト！！?, Shin no Dyuerisuto!!) - 8. Due grandi fratelli!! (２人のアニキ！！?, Futari no aniki!!) - 9. Amicizia ardente!! (熱き友情！！?, Atsuki yūjō!!) |                                        |                             |
| 2  | Un incontro con il destino!! 「運命の出会い！！」 - Unmei no deai!! | 3 agosto 2007 ISBN 978-4-08-874410-0   |                             |
| 2  | Capitoli (traduzioni letterali dei titoli) - 10. Un incontro con il destino!! (運命の出会い！！?, Unmei no deai!!) - 11. Deck del destino!! (運命のデッキ！！?, Unmei no Dekki!!) - 12. Senso del duellante!! (デュエリストセンス！！?, Dyuerisuto sensu!!) - 13. La resa dei conti degli eroi, conclusione?! (ＨＥＲＯ対決、決着！？?, Hīrō taiketsu, ketchaku!?) - 14. Il deck è superato!! (受け継がれるデッキ！！?, 受け継がれるデッキ！！, Uketsugareru Dekki!!) - 15. Separazione......e determinazione!! (別れ……そして決意！！?, Wakare......soshite ketsui!!) - 16. Un nuovo nemico!? (新たなる敵！？?, Arata naru teki!?) - 17. Misawa contro Manjome!! (三沢ＶＳ万丈目！！?, Misawa tai Manjōme!!) - 18. Mostro misterioso!! (謎のモンスター！！?, Nazo no Monsutā!!) |                                        |                             |
| 3  | I turni preliminari si concludono!! 「予選終了！！」 - Yosen shūryō!! | 2 maggio 2008 ISBN 978-4-08-874519-0   |                             |
| 3  | Capitoli (traduzioni letterali dei titoli) - 19. I turni preliminari si concludono!! (予選終了！！?, Yosen shūryō!!) - 20. Iniziano le finali del torneo!! (決勝トーナメント開始！！?, Kesshō Tōnamento kaishi!!) - 21. Nemici in movimento!! (動き出した敵！！?, Ugokidashita teki!!) - 22. Gioco delle Ombre (闇のゲーム…！！?, Yami no Gēmu...!!) - 23. Conclusione!! ......e poi!? (決着！！……そして！？?, Ketchaku!! ......soshite!?) - 24. Asuka contro Rabb!! (明日香ＶＳラブ！！?, Asuka tai Rabu!!) - 25. Manjome contro Sho!! (万丈目ＶＳ翔！！?, Manjōme tai Shō!!) - 26. Legame tra fratelli (兄弟の絆！！?, Kyōdai no kizuna!!) |                                        |                             |
| 4  | Semifinali, inizio!! 「準決勝、開始！！」 - Junkesshō, kaishi!! | 4 novembre 2008 ISBN 978-4-08-874587-9 |                             |
| 4  | Capitoli (traduzioni letterali dei titoli) - 27. Semifinali, inizio!! (準決勝、開始！！?, Junkesshō, kaishi!!) - 28. Evocazione per Fusione!! (融合召喚！！?, Yūgō shōkan!!) - 29. Duello delle ombre!! (闇の決闘！！?, Yami no Dyueru!!) - 30. Luce contro oscurità!! (光ＶＳ闇！！? Hikari tai yami!!) - 31. L'oscurità in movimento!! (動きだした闇！！?, Ugokidashita yami!!) - 32. Judai contro Manjome!! (十代ＶＳ万丈目！！?, Jūdai tai Manjōme!!) |                                        |                             |
| 5  | L'eroe definitivo!! 「最強のＨＥＲＯ！！」 - Saikyō no Hīrō!! | 1º maggio 2009 ISBN 978-4-08-874691-3  |                             |
| 5  | Capitoli (traduzioni letterali dei titoli) - 33. L'eroe definitivo!! (最強のＨＥＲＯ！！?, Saikyō no Hīrō!!) - 34. Conclusione...!! (決着…！！?, Kecchaku...!!) - 35. Conclusione! E...!? (決着！ そして…！？?, Kecchaku! Soshite...!?) - 36. L'angelo delle tenebre!! (闇の天使！！?, Yami no tenshi!!) - 37. Duello delle ombre, conclusione!! (闇の決闘、決着！！?, Yami no Dyueru, kecchaku!!) - 38. La sfida finale, inizia!! (決勝戦、開始！！?, Kesshō sen, kaishi!!) |                                        |                             |
| 6  | Kaiser Ryo!! 「カイザー亮！！」 - Kaizā Ryō!! | 4 novembre 2009 ISBN 978-4-08-874760-6 |                             |
| 6  | Capitoli (traduzioni letterali dei titoli) - 39. Kaiser Ryo!! (カイザー亮！！?, Kaizā Ryō!!) - 40. Il passato di Mac!! (マックの過去！！?, Makku no kako!!) - 41. Il duello delle ombre si velocizza!! (加速する闇の決闘！！?, Kasoku suru yami no Dyueru!!) - 42. Conclusione! E...!? (決着！！ そして…！？?, Kecchaku! Soshite...!?) - 43. Un nuovo nemico...!? (新たな敵…！？?, Aratana teki...!?) - 44. King Fubuki!! (キング・フブキ！！?, Kingu Fubuki!!) |                                        |                             |
| 7  | Il vero potere del re!! 「キングの実力！！」 - Kingu no jitsuryoku!! | 30 aprile 2010 ISBN 978-4-08-870043-4  |                             |
| 7  | Capitoli (traduzioni letterali dei titoli) - 45. Il vero potere del re!! (キングの実力！！?, Kingu no jitsuryoku!!) - 46. Tag Duel!! (タッグ・デュエル！！?, Taggu Dyueru!!) - 47. La nascita del Tag definitivo!! (最強タッグ誕生！！?, Saikyō Taggu tanjō!!) - 48. Il corso delle battaglie in Tag!! (タッグ戦の行方！！?, Taggu sen no yukue!!) - 49. La vera forza di Sho!! (翔の実力！！?, Shō no jitsuryoku!!) - 50. Edo Phoenix!! (エド・フェニックス！！?, Edo Fenikkusu!!) |                                        |                             |
| 8  | Masked VS Vision!! 「変身ＶＳ幻影！！」 - Masukudo bāsasu Vijon!! | 4 ottobre 2010 ISBN 978-4-08-870124-0  |                             |
| 8  | Capitoli (traduzioni letterali dei titoli) - 51. Masked VS Vision!! (変身ＶＳ幻影！！?, Masukudo bāsasu Vijon!!) - 52. Edo combatte, ancora...!! (エド戦、再び。。。！！?, Edo sen, futatabi...!!) - 53. La minaccia degli Eroi Vision!! (Ｖ・ＨＥＲＯの脅威！！?, Vijon Hīrō no kyōi!!) - 54. L'oscurità...incombente!! (迫りくる。。。闇！！?, Semari kuru...yami!!) - 55. Il terrore delle bestie sigillate!! (封印獣の恐怖！！?, Fūin-jū no kyōfu!!) - 56. Il mistero della Planet Series!! (Ｐシリーズの謎！！?, Puranetto Shirīzu no nazo!!) |                                        |                             |
| 9  | Al termine della feroce battaglia... 「激闘の果てに…」 - Gekitō no hate ni... | 3 giugno 2011 ISBN 978-4-08-870233-9   |                             |
| 9  | Capitoli (traduzioni letterali dei titoli) - 57. La battaglia di scambio, intensificata!! (交流戦、激化！！?, Kōryūsen, gekika!!) - 58. Le manovre segrete di Mackenzie!! (マッケンジー、暗躍！！?, Makkenjī, anyaku!!) - 59. Judai in grande pericolo!! (十代、大ピンチ！！?, Jūdai, dai Pinchi!!) - 60. La rinascita è vicina!! (復活、迫る！！?, Fukkatsu, semaru!!) - 61. La resa dei conti finale!! (最終決戦！！?, Saishū kessen!!) - 62. Il più potente della Planet Series!! (最強のＰシリーズ！！?, Saikyō no Puranetto Shirīzu!!) - 63. La minaccia del sole!! (ＳＵＮの脅威！！?, San no kyōi!!) - 64. Al termine della feroce battaglia... (激闘の果てに。。。?, Gekitō no hate ni...)                                                                              |                                        |                             |

## Capitoli non ancora in formatotankōbon
- Speciale One-Shot (特別読切?, Tokubetsu yomikiri)